# Cratere Erté
Erté  è un cratere sulla superficie di Mercurio.